# Aleksandrov Gaj
Aleksandrov Gaj (in russo Александров Гай?) è un villaggio dell'oblast' di Saratov, in Russia; è il centro amministrativo del distretto Aleksandrovo-Gajskij.
Si trova sulle rive del fiume Bol'šoj Uzen', 46 km a sud-est di Novouzensk.